# Síndrome de Brugada
En medicina, la síndrome de Brugada és un trastorn genètic poc freqüent de l'activitat elèctrica del cor. Això, provoca un increment del risc de mort sobtada cardíaca. El seu nom és en honor dels cardiòlegs catalans Pere, Josep i Ramon Brugada i Terradellas.
La primera vegada que aquesta es va descriure va ser l'any 1989. Tot i així, no va ser fins a l'any 1992 que els germans Brugada el van reconèixer com a etiologia de la mort sobtada per fibril·lació ventricular, és a dir, una arrítmia cardíaca mortal.
Les alteracions provocades per aquesta alteració genètica, consisteixen en, una QT llarg, una elevació del segment ST en les derivacions V1-V3, associat a un blocatge de branca dreta incomplet o complet i l'ona T negativa.
Aquesta síndrome està determinada genèticament i té un patró autosòmic dominant de transmissió en un 50%, aproximadament, dels casos familiars. Hi ha dos tipus de pacient aquell amb electrocardiograma (ECG) normal, més prevalença en homes i aparentment sans.

## Epidemiologia
La prevalença de la síndrome de Brugada és més prevalent a Àsia que als Estats Units i Europa. Concretament, el tipus 1 de la síndrome de Brugada és més freqüent a Àsia entre un 0% i 0,36% de la població. A Europa entre el 0% i 0,25% de la població i finalment, als Estats Units un 0,03% de la població. Els tipus 2 i 3 d'aquesta síndrome és, també, més freqüent a Àsia entre un 0,12% i 2,23% de la població que a Europa o als Estats Units amb un 0,00%-0,6% i un 0,02% respectivament.
La seva incidència és difícil d'estimar, ja que, molts pacients presenten la síndrome de forma asimptomàtica o oculta. Tot i així, la seva incidència, analitzada per alguns estudis de la Fundació Brugada, és major en països com Japó i Tailàndia, és a dir, asiàtics.

## Genètica
Aproximadament, el 20% dels casos totals de la síndrome de Brugada han estat associat a mutacions relacionades amb un gen que codifica un canal iònic del sodi en les membranes del múscul de cor, és a dir, el miocardi. El gen, anomenat SCN5A, es troba en el braç curt del tercer cromosoma, 3p21. La pèrdua de funció d'aquest gen, a causa de la mutació, condueixen a la pèrdua de potencial d'acció d'algunes àrees epicàrdiques del ventricle dret.
La majoria de les mutacions associades aquesta síndrome han estat detectades en gens que codifiquen les proteïnes dels canals iònics que ajuden a regular els moviments dels ions de sodi i calci de dins a fora de les cèl·lules cardíaques. Els estudis demostren que la majoria dels individus diagnosticats tenen algun dels seus pares afectats per la mateixa mutació.
Un 41%, aproximadament, dels pacients diagnosticats tenen mutació en algun dels gens següents: SCN5A, GPD1L, CACNA1C, CACNB2, SCN1B, KCNE3 i SCN3B.
| Genotip | Gen     | Nom del gen                                                                |
| ------- | ------- | -------------------------------------------------------------------------- |
| BrS1    | SCN5A   | Subunitat Alfa dels canals tipus V sodi dependents                         |
| BrS2    | GPD1L   | Deshidrogenasa glicerol-3-fosfat-dependient de NAD                         |
| BrS3    | CACNA1C | Subunitat Alfa-1C tipus L- canal de calci dependent                        |
| BrS4    | CACNB2  | Subunitat Beta-2 tipo L-canal de calci dependent                           |
| BrS5    | SCN1B   | Subunitat Beta tipo I sodi dependent                                       |
| BrS6    | KCNE3   | Canal de potasso dependent, proteïna Isk (minK)-relació familiar, membre 3 |
| BrS7    | SCN3B   | Subunitat Beta tipo III- canal de sodi dependent                           |

Més de 160 mutacions gan estat relacionades amb el gen SCN5A. Cada una d'elles amb diferents mecanismes i efectes sobre la funció del múscul cardíac. Això, permet justificar els diferents graus de probabilitat de la mutació genètica que condueix a la malaltia, és a dir, l'expressió d'aquest trastorn.
Algunes mutacions que han estat detectades últimament es troben a les subunitats dels canals de calci de tipus L, és a dir (CACNA1C (A39V i G490R) i CACNB2 (S481L)), que condueixen a l'elevació del ST i a un interval QT llarg, per sobre de 360ms.
Aquesta condició s'hereta en un patró autosòmic dominant i es manifesta amb més freqüència en els homes, a la tercera dècada de vida, a causa d'una penetració més alta. A més té una major prevalença en la majoria de les poblacions d'Àsia com s'ha esmentat anteriorment.

## Etiologia
La causa de la síndrome de Brugada és genètica. Es transmet segons un patró d'herència autosòmic dominant. Tot i així, aquesta malaltia, en una petita part de la població, pot ser esporàdica.

## Factors de risc
A grans trets, un 60% de les persones que han presentat mort sobtada desencadenada per la síndrome de Brugada tenen altres familiars afectats per aquesta alteració electrocardiogràfica. Això, significa que la història familiar té rellevància en aquests casos i, per això, els germans Brugada van decidir estudiar els membres d'una mateixa familiar quan s'ha produït un cas de mort sobtada.
Actualment, s'han detectat mutacions en més de 200 gens però no tots aquests han estat presents en els estudis realitzats a les famílies seleccionades. Aquests 200 gens no són els únics que poden desencadenar la síndrome, ja que, és una malaltia heterogènia i, encara queden moltes altres mutacions per descobrir i estudiar.

## Simptomatologia
La gran majoria de pacients amb aquesta patologia no la fan visible, és a dir, són asimptomàtics. Tot i així, en alguns casos, entre el 17% i el 42% d'aquests presenten una síncope o mort sobtada provocada per l'aparició d'una arrítmia ventricular. Aquesta patologia no sol ser diagnosticada abans de la seva aparició, ja que, apareix de forma sobtada.
Les manifestacions clíniques que es presenten són: mareig, arrítmia, taquicàrdia i finalment, mort sobtada. Aquest quadre clínic pot anar acompanyat de diaforesi.
La franja d'edat és a partir dels 40 anys aproximadament i el 23% d'aquestes persones ja havien presentat prèviament la síncope esmentat anteriorment.

## Diagnòstic
En els casos de la síndrome de Brugada, el patró de l'electrocardiograma pot ser molt variable i dinàmic amb el temps. Això, representa una dificultat per a detectar la síndrome de Brugada. Per això, en aquests últims anys s'han introduït tractaments farmacològics per desemmascarar la síndrome de Brugada a l'electrocardiograma. Els fàrmacs més utilitzats són els blocadors dels canals de sodi, com ajmalina, flecaïnida, procaïnamida i pilsicaïnida.
Aquests fàrmacs es van escollir gràcies a la seva ràpida acció, efectivitat i disponibilitat. A la taula següent es poden observar les dosis i les vies d'administració del tractament farmacològic.
| Fàrmac       | Dosis                       | Via administració |
| ------------ | --------------------------- | ----------------- |
| Ajmalina     | 1 mg/Kg en 5 minuts         | Intravenosa       |
| Flecaïnida   | 2 mg/Kg en 10 minuts 400 mg | Intravenosa Oral  |
| Pilsicaïnida | 1 mg/Kg en 10 minuts        | Intravenosa       |
| Procaïnamida | 10 mg/Kg en 10 minuts       | Intravenosa       |

Els fàrmacs s'administren en aquells casos en els quals el patró ECG és normal, però hi ha factors de risc, per exemple, familiars de primer grau amb aquesta alteració genètica i també, quan hi ha el patró ECG típic de la síndrome de Brugada, és a dir, bloqueig de branca dreta i elevació del segment ST. Un cop administrats els fàrmacs, si el patró electrocardiogràfic s'altera es considera un resultat positiu, és a dir, la presència de la Síndrome de Brugada.
Aquesta prova s'ha de dur a terme amb un control exhaustiu i amb monitoratge continu. Cal estar en un hospital amb tots els recursos humans i materials per a dur a terme una reanimació, ja que, en un 0,5% dels casos els fàrmacs poden desencadenar una fibril·lació ventricular. S'han de fer ECG constants, aproximadament cada minuts, per detectar les anomalies i, en cas de complicació, finalitzar la prova.
La prova finalitza quan hi ha el diagnòstic, apareix un estretament del QRS>130% respecte al valor normal i en el cas d'aparició d'extrasístoles o arrítmies ventriculars.
Aquesta alteració genètica no es mostra amb les mateixes manifestacions a l'ECG en totes les persones. El gen afectat és el mateix però les mutacions dels gens són diferents entre les persones afectades.
Cal destacar, que prèviament, cal demanar el consentiment informat a la persona a la qual es realitzarà el tractament. Aquesta ha d'assumir els riscos i dur a terme le tractament voluntàriament.